# Steve Sullivan (cestista)
Stephen D. Sullivan, detto Steve (Newark, 20 luglio 1944 – Londra, 27 agosto 2014), è stato un cestista statunitense, professionista in Italia e in Spagna.

## Carriera
Venne selezionato dai Detroit Pistons al secondo giro del Draft NBA 1967 (14ª scelta assoluta).
Con gli Stati Uniti ha disputato i Giochi panamericani di Winnipeg 1967 e le Universiadi di Tokyo 1967.